# Кулички
Кули́чки — колишнє село в Україні, розташоване в Нижньогірському районі Криму. Зняте з обліку 21 травня 2008 року.

## Населення
Згідно з переписом УРСР 1989 року в селі було відсутнє наявне населення. За переписом населення України 2001 року в селі також ніхто не мешкав.